# Liste bedeutender Chemiker (Kategorien)
Diese Liste bedeutender Chemiker stellt eine Auswahl von Menschen dar, die am Gebiet der Chemie bedeutende Entdeckungen oder Entwicklungen gemacht haben. Viele Entdecker (beispielsweise am Gebiet der Färberei oder Metallurgie) blieben allerdings unbekannt. Diese Auflistung erhebt keinen Anspruch auf Vollständigkeit.
Diese Liste ist nach Kategorien und dort alphabetisch geordnet, mit Geburts- und Todesjahr und ausgewählten Stichworten zum chemischen Wirken. (NP = Nobelpreisträger).

## Entdeckung der Elemente
Entdecker alphabetisch, siehe auch chemisches Element.
- Johan August Arfwedson, 1792–1841, Lithium
- Jöns Jacob Berzelius, 1779–1848, Zirconium, Titan, Silicium, Selen, Thorium, Cer
- Hennig Brand, um 1630–1710, Phosphor
- Georg Brandt, 1694–1768, Cobalt
- Robert Wilhelm Bunsen, 1811–1899, Rubidium, Caesium
- Henry Cavendish, 1731–1810, Wasserstoff
- Dirk Coster, 1889–1950, Hafnium (zus. mit George de Hevesy)
- Axel Frederic Cronstedt, 1722–1765, Nickel
- Marie Curie, 1867–1934, Radium, Polonium
- Pierre Curie, 1859–1906, Radium, Polonium
- Sir Humphry Davy, 1778–1829, Natrium, Kalium, Calcium, Strontium, Barium, Magnesium
- Andreas Gustaf Ekeberg, 1767–1813, Tantal
- Joseph Louis Gay-Lussac, 1778–1850, Bor
- Otto Hahn, 1879–1968, Protactinium
- Charles Hatchett, 1765–1871, Niob
- George de Hevesy, 1885–1966, Hafnium (zus. mit Dirk Coster)
- Theophrast von Hohenheim (bekannt als Paracelsus), 1493–1541, Zink
- Gustav Robert Kirchhoff, 1824–1887, Caesium, Rubidium
- Martin Heinrich Klaproth, 1743–1817, Cer, Uran und Zirconium als Zirconiumdioxid
- Paul Émile Lecoq de Boisbaudran, 1838–1912, Gallium, Samarium, Dysprosium
- Lise Meitner, 1878–1968, Protactinium
- Henri Moissan, 1852–1907, Fluor
- Carl Gustav Mosander, 1797–1858, Erbium, Lanthan, Terbium
- Lars Fredrik Nilson, 1840–1899, Scandium
- Walter Noddack, 1893–1960, Rhenium
- Joseph Priestley, 1733–1804, Sauerstoff
- Sir William Ramsay, 1852–1916, Helium, Neon, Krypton, Xenon, Argon
- Sir Henry Enfield Roscoe, 1833–1915, Vanadium
- Carl Wilhelm Scheele, 1742–1786, Sauerstoff, Chlor, Molybdän, Wolfram
- Glenn T. Seaborg, 1912–1999, Plutonium, Americium, Curium, Berkelium, Nobelium, Californium, Einsteinium, Mendelevium, Fermium
- Nils Gabriel Sefström, 1787–1845, Vanadium
- Emilio Segrè, 1905–1989, Technetium
- Frederick Soddy, 1877–1956, Isotopie
- Ida Tacke, 1896–1978, Rhenium
- Smithson Tennant, 1761–1815, Osmium, Iridium
- Morris William Travers, 1872–1961, Neon, Krypton, Xenon
- Georges Urbain, 1872–1938, Ytterbium und Lutetium
- Louis-Nicolas Vauquelin, 1763–1829, Chrom, Beryllium, Osmium
- Carl Auer von Welsbach, 1858–1929, Neodym, Praseodym, Ytterbium, Lutetium
- Clemens Alexander Winkler, 1838–1904, Indium, Germanium
- William Hyde Wollaston, 1766–1828, Palladium, Rhodium

## Anorganische und Allgemeine Chemie
- Maria die Jüdin, zwischen dem 1. und 3. Jahrhundert, Begründerin der Alchemie, Erfinderin des Aschenbades, der Bain-Marie, des Schnellkochtopfs und der ersten Destillationsapparatur
- Dschābir ibn Hayyān (Geber), (um 721 bis ca. 815), Vater der Chemie
- Zosimos aus Panopolis, ca. 350–ca. 420, Metallauflösung durch Schwefelsäure, Sauerstofffreisetzung aus rotem Quecksilberoxid
- Albertus Magnus, um 1200–1280, De Rebus Metallicis et de Mineralibus
- Svante Arrhenius, 1859–1927, elektrolytische Dissoziation, Säurebegriff, NP 1903
- Wilhelm Biltz, 1877–1943, Kolloidchemie; thermische, kalorische und röntgenografische Analysenmethoden
- Claude Louis Berthollet, 1748–1822, Bleichwirkung des Chlors
- Jöns Jacob Berzelius, 1779–1848, Schreibweise für chemische Elemente
- Johann Friedrich Böttger, 1682–1719, Alchemist, Porzellanherstellung
- Rudolf Christian Böttger, 1806–1881, Galvanoplastik, Schießbaumwolle, Sicherheitszündholz
- Alexander Michailowitsch Butlerow 1828–1886 Struktur, Strukturformel
- Henry Cavendish, 1731–1810, Luftzusammensetzung
- Johann Wolfgang Döbereiner, 1780–1849, Katalyse durch Platin, Triadenregel
- Ernst Otto Fischer, 1918–2007, Organometallverbindungen, Sandwichverbindungen, NP 1973
- Johan Gadolin, 1760–1852, seltene Erden
- Johann Rudolph Glauber, etwa 1604–1670, Heilwirkung/technische Herstellung von Glaubersalz
- Thomas Graham, 1805–1869, Kolloidchemie
- Fritz Haber, 1868–1934, Ammoniaksynthese, NP 1919
- Marie Lavoisier, 1758–1836, Memoires de Chimie
- Antoine Laurent de Lavoisier, 1743–1794, Deutung der Verbrennung als Sauerstoffaufnahme
- Nicolas Leblanc, 1742–1806, Sodaherstellung
- Georges Leclanché, 1839–1882, Zink-Braunstein-Zelle (Batterie)
- Justus Freiherr von Liebig, 1803–1873, Mineraldünger, Backpulver, Silberspiegelreaktion
- Dmitri Iwanowitsch Mendelejew, 1834–1907, erstes Periodensystem
- Carl Gustav Mosander, 1797–1858, seltene Erden
- Alfred Nobel, 1833–1896, Dynamit, Nobelpreisstiftung
- Christian Friedrich Schönbein, 1799–1868, Ozon
- Ernest Solvay, 1838–1922, Solvay-Verfahren
- Søren Sørensen, 1868–1939, pH-Wert definiert
- Alfred Stock, 1876–1946, Borhydride, Silane, Quecksilber
- Theodor Svedberg, 1884–1971, Kolloidchemie, NP 1926
- Joseph Wilson Swan, 1828–1914, Fotografie: Trockenmethode durch Bromidpapier
- Otto Tachenius, 1610–1680, Kieselsäuren, Fettsäuren und Basen
- Alfred Werner, 1866–1919, Koordinationsverbindungen, NP 1913
- Richard Zsigmondy, 1865–1929, Kolloidchemie, NP 1925

## Organische Chemie
- Arnaldus de Villanova, 1235–1311, Erfinder der Vin Doux Naturel, Lackmus als Indikator, Mazeration
- Kurt Alder, 1902–1958, Diels-Alder-Reaktion, NP 1950
- Heinrich Biltz, 1865–1943, Dampfdichtebestimmungen; Nachweis des oxidativen Abbaus der Harnsäure mit verschiedenen Oxidationsmitteln
- Herbert C. Brown, 1912–2004, Hydroborierung → Organoborane, NP 1979
- James Mason Crafts, 1839–1917, Friedel-Crafts-Alkylierung
- Otto Diels, 1876–1954, Dielsynthese, NP 1950
- Michael Faraday, 1791–1867, Entdeckung von Benzol und Butylen
- Hans Fischer, 1881–1945, Hämin und Chlorophyll
- Emil Fischer, 1852–1919, Chemie und Konstitution der Kohlenhydrate, Fischer-Projektion, Zucker- und Purinsynthese, NP 1902
- Rudolph Fittig, 1835–1910, Darstellung von Alkylbenzolen, Wurtz-Fittig-Synthese
- Charles Friedel, 1832–1899, Friedel-Crafts-Alkylierung
- Francois Auguste Victor Grignard, 1871–1935, Magnesiumorganyle, NP 1912
- Otto Hahn, 1879–1968, Bromderivate des Isoeugenols, Chinonmethid
- Albert Hofmann, 1906–2008, Synthese des LSD 1938
- August W. von Hofmann, 1818–1892, Hofmann-Regel für Eliminierung
- Barend Coenraad Petrus Jansen, 1884–1962, Erstmalige isolierung des Vitamins B1
- Sir Christopher Kelk Ingold, 1893–1970, Nomenklatur: R/S-Benennung von Enantiomeren
- August Friedrich Kekulé von Stradonitz, 1829–1896, Benzolstruktur, Darstellung von Bindungen als Striche
- Hermann Kolbe, 1818–1884, Synthese der Essigsäure aus anorganischen Substanzen
- Emil Knoevenagel, 1865–1921, Synthesen von Cyclohexan-, Benzol- und Pyridinderivaten aus Diketonen
- Johann Josef Loschmidt, 1821–1895, Benzol-Struktur, Darstellung von Bindungen als Striche
- Justus Freiherr von Liebig, 1803–1873, Chloroform
- Wladimir Markownikow, 1838–1904, Regioselektivität bei der Addition
- Robert Bruce Merrifield, 1921–2006, Festphasensynthese, NP 1984
- Giulio Natta, 1903–1979, katalytische Polymerisation, NP 1963
- George A. Olah, 1927–2017, Carbokationen, NP 1994
- Louis Pasteur, 1822–1895, erste Racematspaltung
- Vladimir Prelog, 1906–1998, Stereochemie von organischen Molekülen und Reaktionen, NP 1975
- Friedlieb Ferdinand Runge, 1794–1867, Anilin, Koffein
- Christian Friedrich Schönbein, 1799–1868, Ozon, Schießbaumwolle
- Alexander Schönberg, 1892–1985, Photochemie
- Hermann Staudinger, 1881–1965, Polymere
- Gilbert Stork, 1921–2017, Totalsynthese von Chinin
- Ivar Ugi, 1930–2005, Multikomponentenreaktionen, Kombinatorische Chemie
- Joseph Wilson Swan, 1828–1914, Kunstfaserherstellung: Nitrozellulose wird durch eine Spinndüse gepresst
- Louis-Nicolas Vauquelin, 1763–1829, Asparagin
- Otto Wallach, 1847–1931, Terpene
- Georg Wittig, 1897–1987, Olefinsynthese mit Phosphoryliden (Wittig-Reaktion), NP 1979
- Adolf Windaus, 1876–1959, Sterine, Vitamine, NP 1928
- Friedrich Wöhler, 1800–1882, Beginn der synthetischen organischen Chemie mit der Harnstoffsynthese
- William Hyde Wollaston, 1766–1828, räumliche Atomanordnung, Cystein
- Robert B. Woodward, 1917–1979, organische Synthese: Cholesterin, Strychnin, Chlorophyll, Vitamin B12, NP 1965
- Charles Adolphe Wurtz, 1817–1884, Wurtz-Fittig-Synthese, Synthese von Ethylamin, Entdeckung des Glycol und Phosphoroxychlorid
- Karl Ziegler, 1898–1973, katalytische Polymerisation, NP 1963

## Biochemie
- Eduard Buchner, 1860–1917, Entdeckung der zellfreien Gärung, NP 1907
- Adolf Butenandt, 1903–1995, wichtige Arbeiten über Steroide und Insektenpheromone, NP 1939
- Melvin Calvin, 1911–1997, Arbeiten zur Photosynthese (Calvinzyklus), NP 1961
- Hans von Euler-Chelpin, 1873–1964, Aufklärung der alkoholischen Gärung, NP 1929
- Arthur Harden, 1865–1940, Arbeiten zur Glycolyse, NP 1929
- Kurt Henseleit, 1907–1973, Entdeckung des Harnstoffzyklus (zusammen mit H.A. Krebs)
- Franz Knoop, 1875–1946, Entdeckung der β-Oxidation der Fettsäuren
- Hans Adolf Krebs, 1900–1981, Entdeckung des Citratzyklus, auch Krebs-Zyklus genannt und des Harnstoffzyklus, NP 1953
- Otto Fritz Meyerhof, 1884–1951, Arbeiten über den Energiestoffwechsel in Muskeln, NP 1922
- Anselme Payen, 1795–1871, Entdeckung des ersten Enzyms, der Diastase
- Frederick Sanger, 1918–2013, Aufklärung der Struktur des Insulins und Arbeiten zur Proteinsequenzierung, NP 1958, sowie Sequenzierung von Nucleinsäuren, NP 1980
- Albert von Szent-Györgyi Nagyrápolt, 1893–1986, Isolierung von Vitamin C, NP 1937
- Otto Warburg, 1883–1970 Aufklärung der Atmungskette,  NP (für Physiologie oder Medizin) 1931

## Analytische Chemie
- Robert Bunsen, 1811–1899, Gasometrie, Spektroskopie
- Carl Remigius Fresenius, 1818–1897, Zeitschrift für Analytische Chemie
- Joseph Louis Gay-Lussac, 1778–1850, Pipette, Bürette, Titration
- Walther Hempel, 1851–1916, technische Gasanalyse
- George de Hevesy, 1885–1966, Tracermethode, Neutronenaktivierungsanalyse, NP 1943
- Jaroslav Heyrovský, 1890–1967, Polarographie, NP 1959
- Johan Kjeldahl 1849–1900, Entwicklung einer Methode zur Bestimmung von Proteinen
- Archer J. P. Martin, 1910–2002, Chromatographie, NP 1952
- Friedlieb Ferdinand Runge, 1794–1867, Papierchromatographie
- Andreas Libavius, 1555–1616, Mitbegründer der modernen Chemie, Kationentrenngang
- Richard L. M. Synge, 1914–1994, Chromatographie, NP 1952
- Alan Walsh, 1916–1998, Atomabsorptionsspektrometrie

## Technische Chemie
- Georgius Agricola, 1490–1555, Schriften über Mineralogie, Bergbau und Verhüttung
- Carl Josef Bayer, 1847–1904, Bayer-Verfahren zur Aluminiumgewinnung
- Carl Bosch, 1874–1940, Ammoniaksynthese, Hochdruckverfahren, NP 1931
- Walter Fuchs, 1891–1957, Erforscher der Kohlenentstehung
- William Justin Kroll, 1890–1973, Titanherstellung
- Nicolas Leblanc 1742–1806, Leblanc-Verfahren zur Sodaherstellung
- John Mercer, 1791–1866, Merzerisation, Farbstoffe
- Ferdinand Frédéric Henri Moissan, 1852–1920, Moissan-Ofen, NP 1906
- Wilhelm Ostwald, 1853–1932, Salpetersäureherstellung aus Ammoniak, NP 1909

## Physikalische Chemie
– Atome, Moleküle und Orbitale siehe weiter unten
- Amedeo Avogadro, 1776–1856, Avogadros Gasgesetz
- Max Bodenstein, 1871–1942, chemische Kinetik
- Ludwig Boltzmann, 1844–1906, Häufigkeitsverteilung der kinetischen Energie
- Georg Bredig, 1868–1944, Katalyse
- Robert Wilhelm Bunsen, 1811–1899, Bunsenbrenner, Spektralanalyse
- Peter Josephus Wilhelmus Debye, 1884–1966, molekulare Dipolmomente, Beugung von Röntgenstrahlen und Elektronen in Gasen, NP 1936
- Michael Faraday, 1791–1867, Ladung bei Elektrolyse
- Joseph von Fraunhofer, 1787–1826, Untersuchung des Sonnenspektrums
- Joseph Louis Gay-Lussac, 1778–1850, Gasgesetz
- Jacobus Henricus van't Hoff 1852–1911, Stereochemie
- Walther Nernst, 1864–1941, Thermodynamik, Elektrochemie, NP 1920
- Erich Hückel, 1896–1980, Hückel-Regel, Debye-Hückel-Theorie der Elektrochemie
- Johann Josef Loschmidt, 1821–1895, Loschmidt-Konstante, Thermodynamik, Elektrodynamik und Optik
- Wilhelm Ostwald, 1853–1932, Gleichgewichte, Reaktionsraten, NP 1909
- Peter Waage, 1833–1900, Massenwirkungsgesetz
- Johannes Diderik van der Waals, 1837–1923, Gasgleichung
- Gerhard Ertl, Nobelpreisträger 2007, Vater der modernen Oberflächenchemie

## Atome,Moleküle, Orbitale
- Leukipp, im 5. Jahrhundert v. Chr., Idee vom atomistischen Aufbau der Materie
- Demokrit, 460–371 v. Chr., Begründer des Atomismus
- Francis William Aston, 1877–1945, Massenspektrometrie, NP 1922
- Niels Bohr, 1885–1962, Atommodell
- John Dalton, 1766–1844, moderne Atomtheorie, erste Tabelle mit relativen Atommassen
- Otto Hahn, 1879–1968, Pionier der Radiochemie, Begründer der Kernchemie, Entdecker des Protactiniums, der Kernisomerie und der Kernspaltung des Uranatoms,  NP 1944
- Erich Hückel, 1896–1980, Molekularorbitalberechnungen
- Walter Kohn, 1923–2016, Dichtefunktionaltheorie,  NP 1998
- Walter Kossel, 1888–1956, Theorie der ionischen Bindung (Oktettregel)
- Gilbert N. Lewis, 1875–1946, Theorie der kovalenten Bindung (Oktettregel)
- Willard Frank Libby, 1906–1980, Radiokohlenstoffdatierung, NP 1960
- Lise Meitner, 1878–1968, erste physikalische Deutung der Kernspaltung (zusammen mit Otto Robert Frisch)
- Rudolph Pariser, 1923–2021, Molekularorbitalberechnungen
- Robert G. Parr, 1921–2017, Molekularorbitalberechnungen
- Linus Carl Pauling, 1901–1994, chemische Bindung, Hybridorbitale
- John Anthony Pople, 1925–2004, Molekularorbitalberechnungen, Ab-inition-Berechnungsmethoden, Gaussian-Programm
- Ernest Rutherford, 1871–1937, Atommodell, NP 1908
- John C. Slater, 1900–1976, Theorie der Mehrelektronensystemen
- Fritz Straßmann, 1902–1980, Kernspaltung, zusammen mit Otto Hahn